# 峰岡利治
峰岡 利治（みねおか としはる、1985年5月4日 - ）は、ソングライター、編曲家・ギタリスト・音楽プロデューサー。AbemaTV「音楽″戦国時代」番組プロデューサー。2012年に作曲家としてデビュー。アーティスト、アイドル、ゲームBGM等に提供。

## 略歴
神奈川県川崎市生まれ。O型。身長168cm。体重58キロ。趣味：日本酒、映画、散歩、ゲーム、旅行。割烹料理屋を営む両親の間に生まれる。3人の兄、1人の姉、5人兄弟の末っ子.
幼少期からクラシック・ギターを菊地通介（みつよし）の下で学ぶ。家庭にあったグランドピアノを独学で覚え将来の夢を音楽家とする。中学に入りバンドを結成。今までのクラシック中心のスタイルから激しいサウンドを重ねたグルーヴの追求を追い求める。2014年にVOCALOIDを使用し香港の民主化運動を応援した雨傘革命応援歌はYouTubeにて14万再生される（2016年現在）。コメント欄には現地の若者を中心に多くの感謝を込めた書き込みがされており、香港の雑誌A-ZONEに特集記事等が掲載された。
音楽プロデューサーとして若者を支援する活動を積極的に行っており、顔出しをしない歌い手として活動中のかなななへ提供した楽曲「ウォーリーを探すな」がニコニコ動画のインディーズカテゴリーで1位を獲得。

## 作品等
- UUUM PDS株式会社 「生きてることがすべてさ」
- Studio LIVEX 射手座☆午後九時 Don't be late（アレンジ版提供）
- POWER PIT  LEVEL7  最上級Adventurer
- REPOT ENTER TEINMENT 為近あんな ハッピー☆サーチ
- ARC MUSIC Merry☆Go☆Lands  トキメキ☆Shooting Star  Tinker Heart
- 嶋村ひとみ「心のドア」
- かななな「ウォーリーを探すな」etc